# Lobata (orde)
Lobata is een orde van ribkwallen (Ctenophora) uit de klasse Tentaculata.

## Kenmerken
Het onderscheidende kenmerk van deze orde zijn de twee grote gespierde mondlobben en de gereduceerde tentakels of het zelfs afwezig zijn daarvan.

## Families
- Bathocyroidae Harbison et Madin, 1982
- Bolinopsidae Bigelow, 1912
- Eurhamphaeidae L. Agassiz, 1860
- Lampoctenidae Harbison, Matsumoto et Robison, 2001
- Leucotheidae Krumbach, 1925
- Lobatolampeidae Horita, 2000
- Mnemiidae
- Ocyropsidae Harbison & Madin, 1982